# 윤창현 (1960년)
윤창현(尹暢賢, 1960년 7월 28일~)은 대한민국의 경제학자이다. 본관은 파평(소정공파). 서울시립대 경영학부 교수로 재직하였다. 
2012년부터 2015년까지 한국금융연구원 원장을 역임했으며 2015년부터 2017년까지 공적자금관리위원회 위원장을 맡았다.
이후 자유한국당 혁신위원회 위원, 당대표특별보좌역 등 여러 역할을 수행했다.
미래한국당 비례대표 2번으로 출마하여 제21대 국회의원에 당선되었다.

## 학력
- 대전중앙국민학교(졸업)
- 대전중학교(졸업)
- 대전고등학교(졸업)
- 서울대학교(경제학과 졸업)
- 시카고 대학교 대학원(경제학 박사)

## 경력
- 1993년~1994년: 한국금융연구원 연구위원
- 1994년~1995년: 고려대학교 국제대학원 객원교수
- 1995년~2005년: 명지대학교 사회과학대 무역학과 교수
- 2005년 8월: 서울시립대학교 경영학부 교수
- 2012년 3월~2015년 3월: 한국금융연구원 원장
- 공적자금관리위원회 민간위원장
- 2014년 10월: 자유와창의교육원 교수
- 2015년~2021년 3월: 삼성물산 사외이사
- 삼성물산 감사위원회 위원장
- 삼성물산 사외이사후보추천위원회 위원장
- 삼성물산 내부거래위원회 위원
- 삼성물산 거버넌스위원회 위원
- 2015년 10월~2017년 10월: 공적자금관리위원회 위원장
- 2016년~2017년: 한국경제연구학회 회장
- 2017년 8월~2017년 12월: 자유한국당 혁신위원회 1기 혁신위원
- 2018년 5월~2018년 6월: 자유한국당 당대표 특별보좌역
- 2018년 12월~2019년 2월: 자유한국당 국가미래비전특위 위원
- 2019년 3월~2019년 5월: 자유한국당 文정권 경제실정백서특별위원회 위원
- 2019년 6월~2019년 9월: 자유한국당 2020 경제대전환 위원회 활기찬 시장경제 분과위원장
- 2019년 10월~2020년 2월: 자유한국당 탈당
- 2020년 6월~2020년 9월: 미래통합당 경제혁신위원회 지속가능한 경제 소위원회 위원
- 2020년 7월~2020년 9월: 미래통합당 사모펀드 비리방지 및 피해구제 특별위원회 위원
- 2020년 7월~2020년 9월: 미래통합당 부동산시장 정상화 특별위원회 위원
- 2020년 8월~2020년 9월: 미래통합당 이상직의원-이스타 비리의혹 진상규명 태스크포스 위원
- 2020년 9월: 국민의힘 경제혁신위원회 지속가능한 경제 소위원회 위원
- 2020년 9월~2020년 10월: 국민의힘 사모펀드 비리방지 및 피해구제 특별위원회 위원
- 2020년 9월: 국민의힘 부동산시장 정상화 특별위원회 위원
- 2020년 9월: 국민의힘 이상직의원-이스타 비리의혹 진상규명 태스크포스 위원
- 2020년 10월: 국민의힘 약자와의 동행 위원회 정책동행분과 위원
- 2020년 10월: 국민의힘 라임옵티머스 권력비리게이트 특별위원회 위원
- 2020년 11월~2021년 6월: 국민의힘 정책조정위원회 제1정조부위원장(정무·기재·예결 분야)
- 2020년 12월~2021년 3월: 국민의힘 4.7 재보궐선거 공약개발단 공통공약 개발단 민생경제팀 위원
- 2021년 3월~2021년 4월: 국민의힘 4·7재보궐선거 서울시장 보궐선거 선거대책위원회 정책특별본부 서울경제살리기본부장
- 2021년 5월~2021년 7월: 국민의힘 가상자산(암호화폐) 특별위원회 간사
- 2021년 7월: 국민의힘 정책조정위원회 제1정조위원장
- 2021년 7월: 국민의힘 가상자산(암호화폐) 특별위원회 위원장
- 2021년 8월~2021년 11월: 국민의힘 윤석열 제20대 대통령 선거 예비후보 국민캠프 정책본부 경제정책본부장
- 2021년 10월~2022년 3월: 국민의힘 이재명비리 국민검증 특별위원회 2팀장(금융 관련 의혹 담당)
- 2021년 12월~2022년 1월: 국민의힘 선거대책위원회 중앙선거대책본부 정책총괄본부 민생회복정책추진단 경제정책 추진본부장
- 2022년 1월~2022년 3월: 국민의힘 제20대 대통령선거 정책본부 민생회복정책추진단 경제정책 추진본부장
- 2022년 3월~2022년 5월: 제20대 대통령직인수위원회 기획위원회 상임기획위원
- 2022년 6월: 기업금융 중심 충청권 지역은행 설립 대전추진위원회 위원장
- 2022년 8월~2024년 4월: 국민의힘 디지털자산특별위원회 위원장
- 2022년 9월: 국민의힘 규제개혁추진단 위원
- 2022년 10월~2022년 10월: 제30차 아시아 태평양 의회포럼 (APPF) 대한민국 대표단 단장
- 2022년 11월~2023년 3월: 국민의힘 민생경제안정특별위원회 위원
- 2022년 12월~2024년 9월: 국민의힘 대전광역시당 동구 당원협의회 위원장
- 2023년 2월~2023년 2월: 제77차 UN총회 중 의원회의 국민의힘 대표
- 2023년 2월~2023년 2월: 제77차 UN총회 정부 대표단
- 2023년 4월: 여의도연구원 제2부원장(정책 부문 담당)
- 2023년 5월: 국민의힘 김남국 더불어민주당 의원의 고액 가상자산(암호화폐) 보유 논란을 밝히기 위한 진상조사 태스크포스 간사
- 2023년 6월: 국민의힘 국민통합위원회 부위원장 겸 경제·계층통합 분과 위원장
- 2023년 7월: 국민의힘 약자와의동행위원회 복지정책분과 위원
- 2023년 11월~2024년 2월: 국민의힘 뉴시티프로젝트 특별위원회 위원
- 2023년 11월~2024년 4월: 국민의힘 총선기획단 위원
- 2024년 1월~2024년 4월: 국민의힘 22대 총선 공약개발본부 중앙공약개발단 경제플러스 단장
- 2024년 3월~2024년 4월: 제22대 총선 국민의힘 대전시당 선거대책위원회 공동선대위원장
- 2024년 9월~: 코스콤 사장

### 의정 활동
- 2020년 5월 30일~2024년 5월 29일: 제21대 국회의원(비례대표, 미래한국당→미래통합당, 초선)
  - 2020.07~2022.05: 제21대 국회 전반기 정무위원회 위원
  - 제21대 국회 전반기 정무위원회 법안심사제1소위원회 위원
  - 제21대 국회 전반기 정무위원회 예산결산심사소위원회 위원
  - 제21대 국회 전반기 정무위원회 금융그룹감독법에 대한 안건조정위원회 위원
  - 2020.07~2024.05: 국회 포스트코로나 경제연구포럼 연구책임의원
  - 2020.07~2024.05: 국회인권포럼 구성의원
  - 2020.07~2024.05: 국회수소경제포럼 구성의원
  - 2022.07~2022.10: 제21대 국회 민생경제안정특별위원회 위원
  - 2022.07~2024.05: 제21대 국회 후반기 정무위원회 위원
    - 제21대 국회 후반기 정무위원회 법안심사제1소위원회 위원
    - 제21대 국회 후반기 정무위원회 법안심사제2소위원회 위원

  - 2022.07~2022.07: 제21대 국회 후반기 예산결산특별위원회 위원
  - 2022.08~2024.05: 제21대 국회 연금개혁특별위원회 위원

## 역대 선거 결과
|  | 33.84% |

|  | 45.01% |

## 소속 정당
| 소속 정당 | 소속 정당  | 소속 기간 | 비고      |
| --------- | ---------- | --------- | --------- |
|           | 자유한국당 | 2019~2020 | 정계 입문 |
|           | 미래통합당 | 2020      | 합당      |
|           | 무소속     | 2020      | 탈당      |
|           | 미래한국당 | 2020      | 입당      |
|           | 미래통합당 | 2020      | 합당      |
|           | 국민의힘   | 2020~현재 | 당명 변경 |

## 같이 보기
- 대한민국 제21대 국회의원 선거 미래한국당 후보 목록#비례대표